# اعصاب مغزی
اعصاب مغزی یا جمجمه‌ای (به انگلیسی: Cranial nerves) قسمتی از دستگاه عصبی محیطی هستند که از هسته‌های ساقه مغز منشأ می‌گیرند (به جز عصب بویایی و بینایی). تعداد اعصاب مغزی، دوازده جفت است. به غیر از اعصاب بویایی و بینایی که در حقیقت قسمتی از دستگاه عصبی مرکزی هستند، بقیه آن‌ها همانند اعصاب نخاعی، جزئی از دستگاه عصبی محیطی به شمارمی آیند. در ارتباط با نخاع، ۳۱ جفت عصب نخاعی از نخاع منشعب می‌شوند. از تفاوت‌های مهم این دو بخش دستگاه عصبی محیطی نسبت به هم، این است که در اعصاب مغزی برخلاف اعصاب نخاعی، تقسیم پیوسته و منظمی به ریشه‌های قدامی (پیشین) و خلفی (پسین) وجود ندارد. این مسئله، بیشتر به علت تکامل و پیچیده‌تر بودن اعصاب مغزی در مقایسه با اعصاب نخاعی است.
اعصاب مغزی، عملکرد حسی خالص یا حرکتی خالص یا عملکرد حسی-حرکتی دارند. عصب بویایی و بینایی فقط حسی هستند، درحالی که اعصاب مغزی مربوط به حرکات چشم (زوج‌های ۳٬۴٬۶)، زوج ۱۱ و زیرزبانی (عصب دوازدهم) فقط نقش حرکتی دارند. برخی از این اعصاب، همانند زوج‌های ۹٬۷٬۵ و ۱۰ مختلط (حسی-حرکتی) هستند. عصب هشتم مغز، اساساً یک عصب حسی است که در تعادل بدن نیز نقش دارد.

## نام و هسته‌های اعصاب مغزی
تعداد اعصاب مغزی دوازده جفت است که به ترتیب عبارتند از:
- عصب بویایی
- عصب بینایی
- عصب حرکتی چشمی
- عصب قرقره‌ای
- عصب سه‌قلو یا سه‌شاخه
- عصب دورکننده
- عصب چهره‌ای
- عصب دهلیزی حلزونی
- عصب زبانی حلقی
- عصب واگ
- عصب فرعی
- عصب زیرزبانی

عصب بویایی (زوج یکم) و بینایی (زوج دوم) فاقد هسته هستند، درحالی که بقیه اعصاب مغزی دارای یک یا چند هسته می‌باشند.

### عصب بویایی(Olfactory nerve)
به نام زوج یکم شناخته می‌شود و همانند عصب بینایی فاقد هسته است.منشا آن از pre encephal هست اطلاعات بویایی برخلاف پیام‌های سایر حواس، از هسته‌های تالاموس عبور نمی‌کنند. مسیر بویایی به قشر مغز یک طرفه است و هم چنین برخلاف بسیاری از راه‌های حسی دیگر که به طرف قشر مغز می‌روند، تقاطع نمی‌کنند. عصب بویایی، بسیار کوتاه است.
عصب بویایی جزئی از دستگاه بویایی می‌باشد که این دستگاه از قسمت‌های زیر تشکیل شده‌است:
- اپی تلیوم بویایی. گیرنده‌های بویایی در این قسمت قرارمی‌گیرند. سلول‌های گیرنده‌های بویایی، فیبرهای عصب بویایی[۲] را می‌سازند. این نورون‌ها، دوقطبی هستند و آکسون آن‌ها از طریق استخوان اتمویید وارد جمجمه می‌شود و در نهایت به پیاز بویایی.[۳] ختم می‌شوند.
- پیاز بویایی.
- مسیر بویایی که شامل راه بویایی و نوار بویایی است.
- نواحی قشری بویایی در نیمکره‌های مغزی.

### عصب بینایی(Optic nerve)
زوج دوم مربوط به عصب بینایی بوده که جزئی از دستگاه بینایی است. ازنظر بافت‌شناسی، فیبرهای عصب بینایی از لایه هشتم شبکیه به نام لایه سلول‌های گانگلیون منشأ می‌گیرند. آکسون سلول‌های گانگلیون شبکیه که در لایه نهم قرارمی‌گیرند، عصب بینایی را می‌سازند. ازنظر رویان‌شناسی، شبکیه یک برآمدگی از مغز پیشین (قدامی) و عصب بینایی، ماده سفید مغز پیشین است. هر عصب بینایی، در حدود یک میلیون آکسون از نوع سلول‌های گانگلیون شبکیه را انتقال می‌دهد. بسیاری از سلول‌های عصب بینایی در ناحیه کیاسمای بینایی تقاطع می‌کنند و به طرف مقابل می‌روند و در طرف مقابل، راه بینایی را ایجادمی‌کنند. البته بسیاری دیگر از آکسون‌ها بدون تقاطع، در راه بینایی همان طرف سیرمی‌کنند. بعد از راه بینایی، حدود ۹۰٪ فیبرهای عصب بینایی به هسته زانویی خارجی تالاموس وارد می‌شوند و بقیه به کالیکولوس فوقانی(برجستگی فوقانی) و هسته پره تکتال مغز میانی می‌روند.
فیبرهایی که وارد هسته زانویی خارجی تالاموس می‌شوند، در تالاموس با نورون‌های مربوطه سیناپس می‌دهند و از طریق تشعشع بینایی به «قشر بینایی اولیه» در لوب پس سری(Occipital lobe) می‌روند که ناحیه ۱۷ برودمن نامیده می‌شود. «قشر بینایی ارتباطی» نیز در دستگاه بینایی نقش دارد و ناحیه ۱۸ و ۱۹ برودمن را شامل می‌شود. فیبرهای «قشر بینایی ارتباطی» به برجستگی فوقانی (کالیکولوس فوقانی) می‌روند که می‌تواند به هسته‌های اعصاب مغزی ۴٬۳ و ۶ از طریق برجستگی فوقانی جهت عمل عضلات چشم اثرگذارد. این مسیر (ارتباط قشر بینایی ارتباطی با برجستگی فوقانی) در تنگ کردن مردمک به هنگام نگاه کردن به یک شیء از نزدیک (بدون رفلکس نوری مردمکی) نیز شرکت می‌کند.
فیبرهایی از عصب بینایی که وارد دو برجستگی فوقانی از برجستگی‌های چهارگانه مغز میانی می‌شوند، بیشتر جهت چرخش چشم‌ها، سر و تنه نقش دارند. فیبرهایی که به هسته پره تکتال در مغز میانی می‌روند، از طریق هسته پاراسمپاتیکی ادینگر-وستفال باعث تنگی مردمک‌ها به هنگام تاباندن نور می‌شوند (رفلکس نوری مردمک).

### عصب حرکتی چشمی(Oculomotor nerve)
زوج سوم از اعصاب مغزی که فقط حرکتی است. این عصب به بسیاری از عضلات چشم عصب دهی می‌کند. رشته‌های پاراسمپاتیکی جهت تنگ کردن مردمک نیز از طریق عصب سوم مغز انتقال می‌یابد. سومین عصب مغزی دو هسته در مغز میانی دارد:
- هسته حرکتی چشمی (هسته اکولوموتور) جهت عضلات چشم
- هسته ادینگر-وستفال جهت انقباض مردمک

عضلاتی که توسط زوج سوم مغزی عصب دهی می‌شوند:
- رکتوس فوقانی جهت حرکت کره چشم به بالا و داخل
- رکتوس تحتانی جهت حرکت کره چشم به پایین و داخل
- رکتوس داخلی جهت حرکت کره چشم به داخل
- مایل تحتانی جهت حرکت چشم به بالا و خارج
- بالا برنده پلک فوقانی

### عصب قرقره‌ای(Trochlear nerve)
زوج چهارم مغزی است که هسته آن به همین نام در مغز میانی قراردارد. این عصب، عضله مایل فوقانی مربوط به چشم را عصب رسانی می‌کند. وظیفهٔ این عضله، چرخش کره چشم به سمت پایین و خارج است.

### عصب سه‌شاخه(Trigeminal nerve)
این عصب زوج پنجم مغزی است که عملکرد حسی-حرکتی دارد. نواحی پوست صورت، دندان‌ها، گونه، چانه، غشاهای مخاطی دهان و بینی، حس درد زبان و قسمت پیشانی توسط عصب سه شاخه عصب دهی می‌شوند. هسته‌های عصب سه‌شاخه عبارتند از:
- هسته حرکتی عصب پنج (در پل مغزی)
- هسته حسی اصلی عصب پنج (در پل مغزی)
- هسته نخاعی عصب پنج (از پیاز نخاع تا قطعه C2 نخاع) که حسی است.
- هسته مزانسفالیک عصب پنج (در مغز میانی و ناحیه فوقانی پل مغزی) که در ارتباط با حس است.

آکسون‌های هسته حرکتی عصب پنج، به عضلات ذیل می‌روند که در عمل جویدن نقش دارند:
- تمپورالیس
- ماستر
- پتریگویید خارجی
- پتریگویید داخلی

### عصب اشتقاقی(Abducens nerve)
زوج ششم مغزی است که هسته‌ای به نام ابدوسنس یا اشتقاقی در ناحیهٔ پل مغزی دارد. عضله رکتوس خارجی از طریق آن عصب می‌گیرد. عمل عضله رکتوس خارجی، حرکت کره چشم به خارج است.

### عصب چهره‌ای(Facial nerve)
زوج هفتم را تشکیل می‌دهد که همانند زوج پنجم دارای شاخه‌های حسی-حرکتی است. عصب هفتم دارای چهار هسته است و نسبت به اعصاب محیطی دیگر، بیشتر درگیر می‌شود. آکسون‌های هسته حرکتی عصب چهره‌ای (هسته اصلی)، به عضلات صورت عصب رسانی می‌کنند. هسته حرکتی عصب هفتم در ناحیه پل مغزی قراردارد. عضلات دهان، بینی، پلک‌ها، ابروها، حرکت پوست سر و برخی از عضلات گردن توسط این عصب تغذیه می‌شوند. حس دو سوم پیشین زبان توسط عصب چهره‌ای تأمین می‌گردد. عصب چهره‌ای، دارای فیبرهای پاراسمپاتیک جهت غدد اشکی، زیر فکی، زیر زبانی و مخاط بینی است.
فلج بل (Bell's palsy) که معمولاً شایع است، به علت التهاب عصب هفتم مغزی (عصب فاشیال) ایجاد می‌گردد. در فلج بل، عملکرد عضلات صورت سمت مبتلا با توجه به میزان آسیب، دچار اختلال می‌شود و به علت عملکرد صحیح عضلات در سمت سالم، چهره فرد نامتقارن می‌گردد.
فلج بل در افراد دیابتی شایع بوده که بیش از یک سوم بیماران را شامل می‌گردد. این فلج ممکن است با سکته مغزی اشتباه شود.

### عصب دهلیزی حلزونی(Vestibulocochlear nerve)
زوج هشتم از اعصاب مغزی است که خود از دو عصب تشکیل می‌گردد:
- عصب شنوایی (Audiatory nerve) یا حلزونی (Cochlear)
- عصب دهلیزی (Vestibular nerve)

عصب شنوایی در هسته کوکلئار-در ساقه مغز محل پیوند پل مغز با پیاز نخاع- ختم شده و در شنیدن نقش دارد. منطقه شنوایی در لوب گیجگاهی (تمپورال) قشر مغز قراردارد. منطقه شنوایی اولیه شامل نواحی ۴۱ و ۴۲ برودمن است و منطقه شنوایی ارتباطی در ناحیه ۲۲ برودمن قراردارد. عصب دهلیزی به همراه عصب شنوایی بوده و در هسته وستیبولار ختم می‌شود. هسته وستیبولار در محل اتصال پل مغزی و پیاز نخاع قرارمی گیرد. عصب دهلیزی در تعادل و همچنین حرکات هماهنگ چشم‌ها در ارتباط با حرکات سر نقش دارد. از نشانه‌های آسیب عصب دهلیزی، سرگیجه، تهوع و نیستاگموس است.

### عصب زبانی حلقی(Glossopharyngeal nerve)
این عصب،زوج نهم از میان دوازده جفت عصب مغزی است که دارای اعمال حسی و حرکتی است. عصب نهم ازنظر حسی، یک سوم پشتی زبان، مخاط حلق، شیپور استاش، لوزه‌ها و پرده صماخ را عصب دهی می‌کند. فیبرهای حرکتی از این عصب مغزی به نواحی کام نرم و گلو فرستاده می‌شود. هسته‌های زوج نهم در پیاز نخاع قراردارند که عبارتند از:
- هسته راه منزوی (جهت حس چشایی و عمومی)
- هسته آمبیگوس
- هسته سالیواتوری تحتانی

عصب زبانی حلقی همانند عصب حرکتی چشمی (زوج سوم)، عصب چهره‌ای (زوج هفتم) و زوج دهم (عصب واگ) حاوی فیبرهای پاراسمپاتیک است. فیبرهای پاراسمپاتیک زوج نهم به غده بناگوشی می‌روند.

### عصب واگ(Vagus nerve)
دهمین زوج مغزی است که دارای فیبرهای حسی و حرکتی است. نام دیگر این عصب Pneumogastric Nerve است. حدود ۷۵٪ فیبرهای پاراسمپاتیک، از طریق عصب واگ انتقال می‌یابد. هسته‌های عصب واگ که در پیاز نخاع قراردارند عبارتند از:
- هسته آمبیگوس[۱۶]
- هسته راه منزوی (جهت چشایی سطح اپیگلوت و حس عمومی)
- هسته خلفی واگ

بیشتر فیبرهای عصب واگ مربوط به فیبرهای آوران احشایی است. این فیبرها از نواحی دستگاه تنفس، گوارش و قوس آئورت می‌باشد که وارد هسته راه منزوی (هسته منزوی) می‌شوند. فیبرهای حرکتی عصب دهم، از هسته آمبیگوس منشأ می‌گیرد و به عضلات داخلی حنجره، حلق، قسمت فوقانی مری، عضله بالا برندهٔ کام و یک عضله خارجی حنجره بنام کریکوتیرویید می‌روند. تنظیم کشش تارهای صوتی مربوط به زوج دهم است، بنابراین در ضایعات آن ممکن است خشونت صدا بروز کند. فیبرهای پاراسمپاتیک (جزء پیش عقده‌ای) عصب واگ، به قلب، قفسه سینه و دستگاه گوارش می‌روند.

### عصب فرعی(Accessory nerve)
زوج یازدهم مغزی که فقط حرکتی است و شامل دو قسمت می‌باشد:
- بخش مغزی به نام عصب فرعی جمجمه‌ای(Cranial accessory nerve)
- بخش نخاعی به نام عصب فرعی نخاعی(Spinal accessory nerve)

عصب فرعی جمجمه‌ای از هسته آمبیگوس در پیاز نخاع منشأ می‌گیرد و از طریق عصب واگ به عضلات داخلی حنجره و کام نرم می‌رود. عصب فرعی نخاعی از شاخ پیشین پنج قطعه (سگمان) فوقانی(C1-C5) نخاع، منشأ می‌گیرد و عضلات جناغی-چنبری-پستانی و ذوزنقه‌ای را عصب دهی می‌کند. اگرچه اعصاب فرعی نخاعی و جمجمه‌ای در یک سانتیمتر اول، غلاف سخت شامه ای مشترکی دارند ولی هیچ گونه رشته‌ای بین آن دو مبادله نمی‌شود.

### عصب زیرزبانی(Hypoglossal nerve)
این عصب، زوج دوازده مغزی است که فقط عملکرد حرکتی دارد. عصب زیرزبانی از هسته هیپوگلوسال در پیاز نخاع مبدأ می‌گیرد و عضلات داخلی و خارجی زبان را عصب رسانی می‌کند.